# Isolotto di San Ferreolo
L'isolotto di San Ferreolo (francese: Îlot Saint-Ferréol o Îlot de Saint-Féréol) è un isolotto delle isole di Lerino, a est dell'isola di Sant'Onorato. Prende il nome da san Ferreolo, tribuno romano morto martire a Vienne nel 304.
Per un errore Guy de Maupassant lo indica come il luogo dove fu portato per breve tempo il corpo di Niccolò Paganini: in realtà il luogo era su un altro punto della costa.